# خوزه ویسنته سانچز
خوزه ویسنته سانچز (اسپانیایی: José Vicente Sánchez‎؛ زادهٔ ۸ اکتبر ۱۹۵۶) یک بازیکن فوتبال اهل اسپانیا است.
از باشگاه‌هایی که در آن بازی کرده‌است می‌توان به باشگاه فوتبال سابادل، باشگاه فوتبال رئال مورسیا، باشگاه فوتبال بارسلونا و باشگاه فوتبال بارسلونا بی اشاره کرد.
وی همچنین در تیم ملی فوتبال زیر ۲۱ سال اسپانیا، و تیم ملی فوتبال اسپانیا بازی کرده‌است.